# Тавричеський сільський округ (Уланський район)
Таври́чеський сільський округ (каз. Тавричеське ауылдық округі, рос. Таврический сельский округ) — адміністративна одиниця у складі Уланського району Східноказахстанської області Казахстану. Адміністративний центр — село Тавричеське.
Населення — 4366 осіб (2021; 5824 у 2009, 5848 у 1999, 6748 у 1989).
Станом на 1989 рік існували Тавричеська сільська рада (села Актюба, Пролетарка, Тавричеське) та Гагарінська сільська рада (села Гагаріно, Южне) колишнього Тавричеського району. У квітні 2013 року до складу округу була включена територія ліквідованого Гагарінського сільського округу (села Гагаріно, Южне). У листопаді того ж року було ліквідовано село Южне.

## Склад
До складу округу входять такі населені пункти:
| Населений пункт   | Старі назви | Населення, осіб (1989) | Населення, осіб (1999) | Населення, осіб (2009) | Населення, осіб (2021) |
| ----------------- | ----------- | ---------------------- | ---------------------- | ---------------------- | ---------------------- |
| Актобе, село      | Актюба      | 375                    | 304                    | 199                    | 64                     |
| Пролетарка, село  | -           | 657                    | 533                    | 492                    | 488                    |
| Тавричеське, село | -           | 4199                   | 3856                   | 4209                   | 2939                   |
| Гагаріно, село    | -           | 1508                   | 1155                   | 921                    | 875                    |
| Южне, село        | -           | 9                      | -                      | 3                      | -                      |